# Тайманиха
Тайманиха — деревня в Родниковском районе Ивановской области России, входит в состав Каминского сельского поселения.

## География
Расположена в 6 км на юго-восток от центра поселения села Каминский и в 13 км на запад от райцентра города Родники.

## История
В конце XIX — начале XX века деревня входила в состав Ширяихской волости Нерехтского уезда Костромской губернии, с 1918 года — в составе Иваново-Вознесенской губернии.
С 1924 года деревня входила в состав Ширяихского сельсовета Родниковского района, с 1954 года — центр Тайманихского сельсовета, с 2005 года — в составе Каминского сельского поселения.

## Население
| 1872 | 1897 | 1907 | 2002 | 2010 |
| ---- | ---- | ---- | ---- | ---- |
| 298  | ↘285 | ↗363 | ↘312 | ↘305 |

## Инфраструктура
В деревне имеются Филиал МКОУ «Каминская средняя школа»: начальная школа — детский сад «Колобок», отделение почтовой связи.